# 香竹
香竹（学名：Chimonocalamus delicatus）为禾本科方竹属下的一个种。

## 扩展阅读
- 維基物種上的相關：香竹